# Jorge Ortunho
Jorge Carlos Carneiro, conhecido como Ortunho, (Porto Alegre, 1 de outubro de 1935 — Porto Alegre, 22 de novembro de 2004), foi um zagueiro que marcou época no Grêmio, sendo incluído na Calçada da Fama gremista.
Ganhou o apelido pela semelhança com o uruguaio Washington Ortuño, jogador do Peñarol e da Seleção Uruguaia, campeão mundial em 1950.

## Carreira
Iniciou no Nacional e no Força e Luz, sendo vendido ao Vasco da Gama, onde foi bicampeão estadual. No entanto, foi no Grêmio, na companhia de Foguinho e Carlos Froner que se tornou mais reconhecido, com uma série de campeonatos gaúchos. Após, passou por outros dois times: Metropol e Cruzeiro-RS, além de uma breve passagem na seleção brasileira em 1960.

## Títulos
Vasco da Gama
- Torneio Internacional de Paris: 1957
- Troféu Teresa Herrera: 1957
- Torneio Internacional de Santiago: 1957
- Campeonato Carioca: 1956 e 1958[6]
- Torneio Rio-São Paulo: 1958
- Torneio Início do Rio de Janeiro: 1958

Grêmio
- Campeonato Gaúcho: 1959, 1960, 1962, 1963, 1964, 1965
- Campeonato Citadino de Porto Alegre: 1959, 1960

Seleção Brasileira
- Campeonato Pan-Americano de 1956